# أوزميوم
الأوزميوم عنصر كيميائي في الجدول الدوري له الرمز Os ، و العدد الذري 76 ، من مشتقاته OsO4 رابع أكسيد الأوزميوم المستخدم كعامل مؤكسد في العديد من التفاعلات.

## الخصائص

### الخصائص الفيزيائية
الأوزميوم هو معدن ذو كثافة كبيرة، لونه فضي مزرق ذو قساوة وهشاشة عالية وذو تألق كبير حتى عند درجات الحرارة العالية. وهو معدن صعب التشغيل بسبب قساوته وهشاشته العالية وضغط التبخر المنخفض (العنصر الأقل ضمن مجموعة البلاتين) ونقطة الانصهار العالية جداً(العنصر ذو أكبر نقطة انصهار من بين جميع العناصر). يعتبر الأوزميوم العنصر الأعلى كثافة من بين جميع العناصر وكثافته أكثر بقليل من الإيريديوم. وتعتبر طريقة حساب الكثافة عن طريق البنية البلورية من أكثر الطرق دقة وموثقية وقد أعطت كثافة للأوزميوم تساوي 22.587±0.009 g/cm3 بينما للإيريديوم كانت 22.562±0.009 g/cm3.  ونتجت الكثافة العالية للأوزميوم بسبب تقلص اللاثيندات.
يمتلك الأوزميوم صفات فيزيائية وكيميائية ملحوظة، فهو العنصر الأعلى قيمة لنقطة الانصهار والأقل من حيث ضغط التبخر ضمن مجموعة البلاتين. وذو انضغاطية قليلة وجداً. ويملك معامل بلك كبير جداً يتراوح ما بين 395 و 462 جيجا باسكال، بينما الألماس 443 جيجا باسكال. بينما قساوة الأوزميوم تساوي فقط 4 جيجا باسكال وهي أقل من قساوة الألماس.

### الخصائص الكيميائية
انه مادة صلبة ذو كثافة عالية وذو لون فضي فاتح وليس قاتما ونحن نعلم ان الذهب كثافته عالية لكن توجد مواد صلبة كثافتها أكبر بكثير والاوزميوم من المواد الصلبة التي كثافتها عالية .

### النظائر
يمتلك الأوزميوم سبع نظائر طبيعية ست منهم نظائر مستقرة هم 184Os, 187Os, 188Os, 189Os, 190Os, ووالأكثر وفرة 192Os. 186Os واللذان يخضعان لإضمحلال ألفا بعمر نصف مادة مشعة يصل إلى ((2.0±1.1)×1015 سنة) لذلك يعتبران عملياً بأنهما مستقرآن. ويعتقد أن جميع النظائر تخضع لإضمحلال ألفا لكن لكبر عمر نصف المادة مشعة الكبير جداً، لم يتم رصد الإضمحلال سوى على 186Os. كما يعتقد أن 184Os و192Os من الممكن أنهما يخضعان لإضمحلال بيتا المضاعف لكن لم يتم رصد النشاطات الإشعاعية حتى الآن.
النظير 187Os هو وليد عن 187Re ذو نصف عمر (4.56×1010 سنة) ويستخدم على نطاق واسع في عمليات تأريخ الأرض بالإضافة إلى الصخور النيزكية كما يستخدم لقياس التجوية خلال العصور الجيولوجية ولتحديد الحد الأدنى لثبات جذور دثار صفائح القارات. ويفسر هذا التحلل سبب الغنى الغير عادي في مناجم الروديوم بالنظير 187Os. تقترن معظم عمليات التأريخ باستخدام الأوزميوم باستخدام الإيريديوم مثل تحليل بيانات طبقات الكوارتز الصدمي خلال فترة انقراض العصر الطباشيري-الثلاثي والذي أدى إلى انقراض الديناصورات قبل 65 مليون سنة.